# توپ طلای ۱۹۶۸

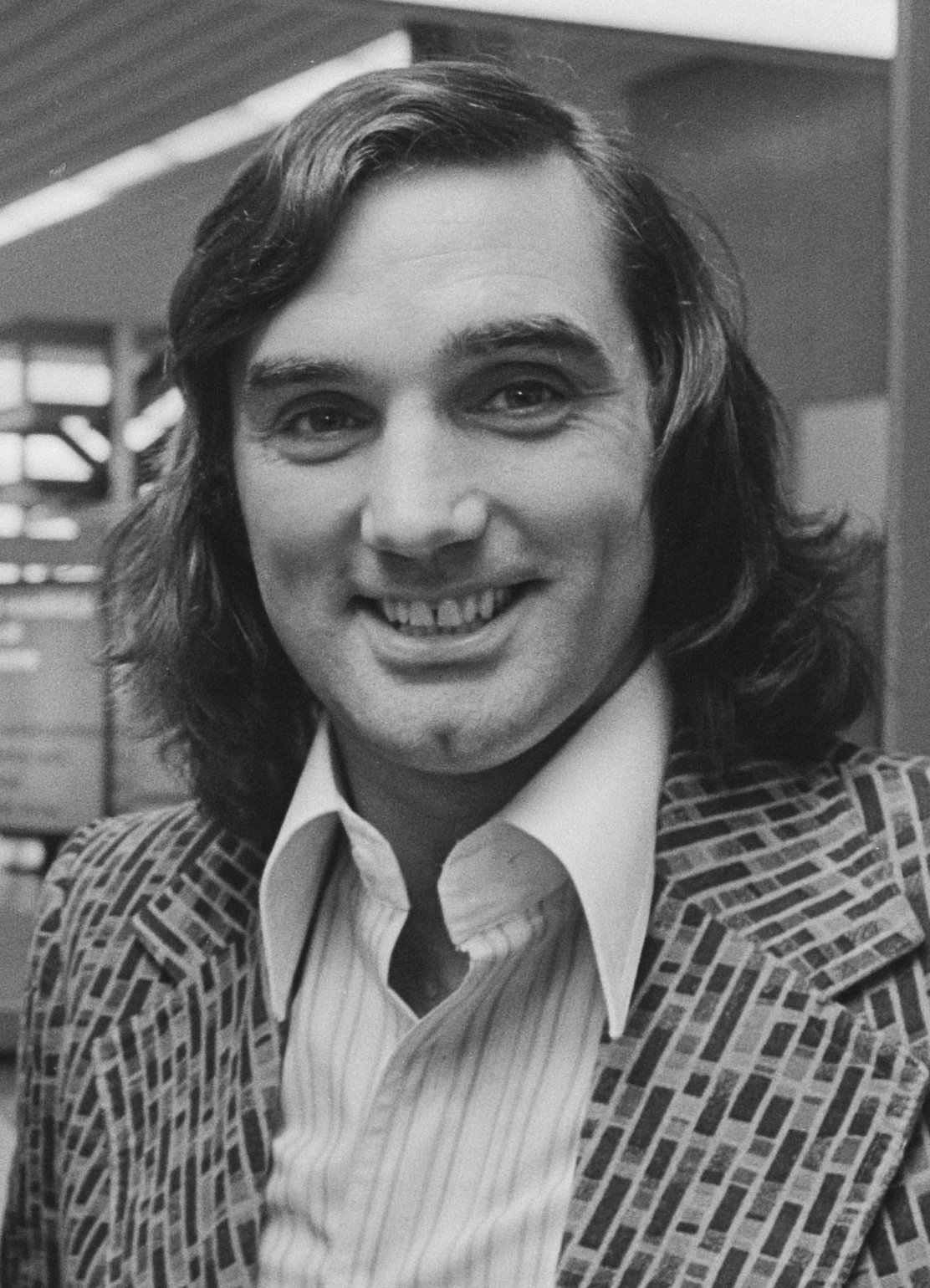
جرج بست برندهٔ توپ طلای ۱۹۶۸

توپ طلای ۱۹۶۸ (فرانسوی: 1968 Ballon d'Or‎) ۱۳مین رویداد سالیانهٔ توپ طلا بود که از سوی مجلهٔ فرانس فوتبال به بهترین بازیکن فوتبال در سال ۱۹۶۸ اعطا گردید که در این سال، جرج بست برندهٔ توپ طلا شد.

## رتبه‌بندی
| ردیف | نام                | باشگاه                          | ملیت                             | امتیاز |
| ---- | ------------------ | ------------------------------- | -------------------------------- | ------ |
| ۱    | جرج بست            | باشگاه فوتبال منچستر یونایتد    | ایرلند شمالی                     | ۶۱     |
| ۲    | بابی چارلتون       | باشگاه فوتبال منچستر یونایتد    | انگلستان                         | ۵۳     |
| ۳    | دراگان دزاجیچ      | باشگاه فوتبال ستاره سرخ بلگراد  | جمهوری فدرال سوسیالیستی یوگسلاوی | ۴۶     |
| ۴    | فرانتس بکن‌باوئر    | باشگاه فوتبال بایرن مونیخ       | آلمان غربی                       | ۳۶     |
| ۵    | جاچینتو فاکتی      | باشگاه فوتبال اینتر میلان       | ایتالیا                          | ۳۰     |
| ۶    | لوئیجی ریوا        | باشگاه فوتبال کالیاری           | ایتالیا                          | ۲۲     |
| ۷    | آمانسیو آمارو      | باشگاه فوتبال رئال مادرید       | اسپانیا                          | ۲۱     |
| ۸    | اوزه‌بیو            | باشگاه فوتبال بنفیکا            | پرتغال                           | ۱۵     |
| ۹    | جانی ریورا         | باشگاه فوتبال آ.ث. میلان        | ایتالیا                          | ۱۳     |
| ۱۰   | جیمی گریوس         | باشگاه فوتبال تاتنهام هاتسپر    | انگلستان                         | ۸      |
| ۱۰   | خوزه مارتینز       | باشگاه فوتبال رئال مادرید       | اسپانیا                          | ۸      |
| ۱۲   | ویلی شولتس         | باشگاه فوتبال هامبورگ           | آلمان غربی                       | ۷      |
| ۱۲   | Antal Dunai        | باشگاه فوتبال اویپشت            | مجارستان                         | ۷      |
| ۱۴   | گئورگی آسپاروخوف   | باشگاه فوتبال لفسکی صوفیه       | بلغارستان                        | ۶      |
| ۱۴   | آلبرت شسترنیوف     | CSKA Moscow                     | اتحاد جماهیر شوروی               | ۶      |
| ۱۶   | اوه کیندوال        | باشگاه فوتبال فاینورد           | سوئد                             | ۵      |
| 17   | Lajos Szucs        | باشگاه فوتبال فرنتس‌واروش        | مجارستان                         | ۴      |
| 17   | ساندرو مازولا      | باشگاه فوتبال اینتر میلان       | ایتالیا                          | ۴      |
| 17   | فلوریان آلبرت      | باشگاه فوتبال فرنتس‌واروش        | مجارستان                         | ۴      |
| ۲۰   | گرد مولر           | باشگاه فوتبال بایرن مونیخ       | آلمان غربی                       | ۳      |
| ۲۰   | یوهان کرایف        | باشگاه فوتبال آژاکس آمستردام    | هلند                             | ۳      |
| ۲۲   | جک چارلتون         | باشگاه فوتبال لیدز یونایتد      | انگلستان                         | ۲      |
| ۲۲   | بابی مور           | باشگاه فوتبال وستهام یونایتد    | انگلستان                         | ۲      |
| ۲۴   | آلن جیمز بال       | باشگاه فوتبال اورتون            | انگلستان                         | ۱      |
| ۲۴   | فرنک بنه           | باشگاه فوتبال اویپشت            | مجارستان                         | ۱      |
| ۲۴   | آنجلو دومنگینی     | باشگاه فوتبال اینتر میلان       | ایتالیا                          | ۱      |
| ۲۴   | Mirsad Fazlagić    | باشگاه فوتبال سارایوو           | جمهوری فدرال سوسیالیستی یوگسلاوی | ۱      |
| ۲۴   | تامی گمل           | باشگاه فوتبال سلتیک             | اسکاتلند                         | ۱      |
| ۲۴   | جیمی جانستون       | باشگاه فوتبال سلتیک             | اسکاتلند                         | ۱      |
| ۲۴   | Murtaz Khurtsilava | باشگاه فوتبال دینامو تفلیس      | اتحاد جماهیر شوروی               | ۱      |
| ۲۴   | ایویتسا اوسیم      | باشگاه فوتبال ژلیزنیچار سارایوو | جمهوری فدرال سوسیالیستی یوگسلاوی | ۱      |
| ۲۴   | Louis Pilot        | باشگاه فوتبال استاندارد لیژ     | لوکزامبورگ                       | ۱      |